# Chlorophorus convexifrons
Chlorophorus convexifrons là một loài bọ cánh cứng trong họ Cerambycidae.